# Дунаєвецький район

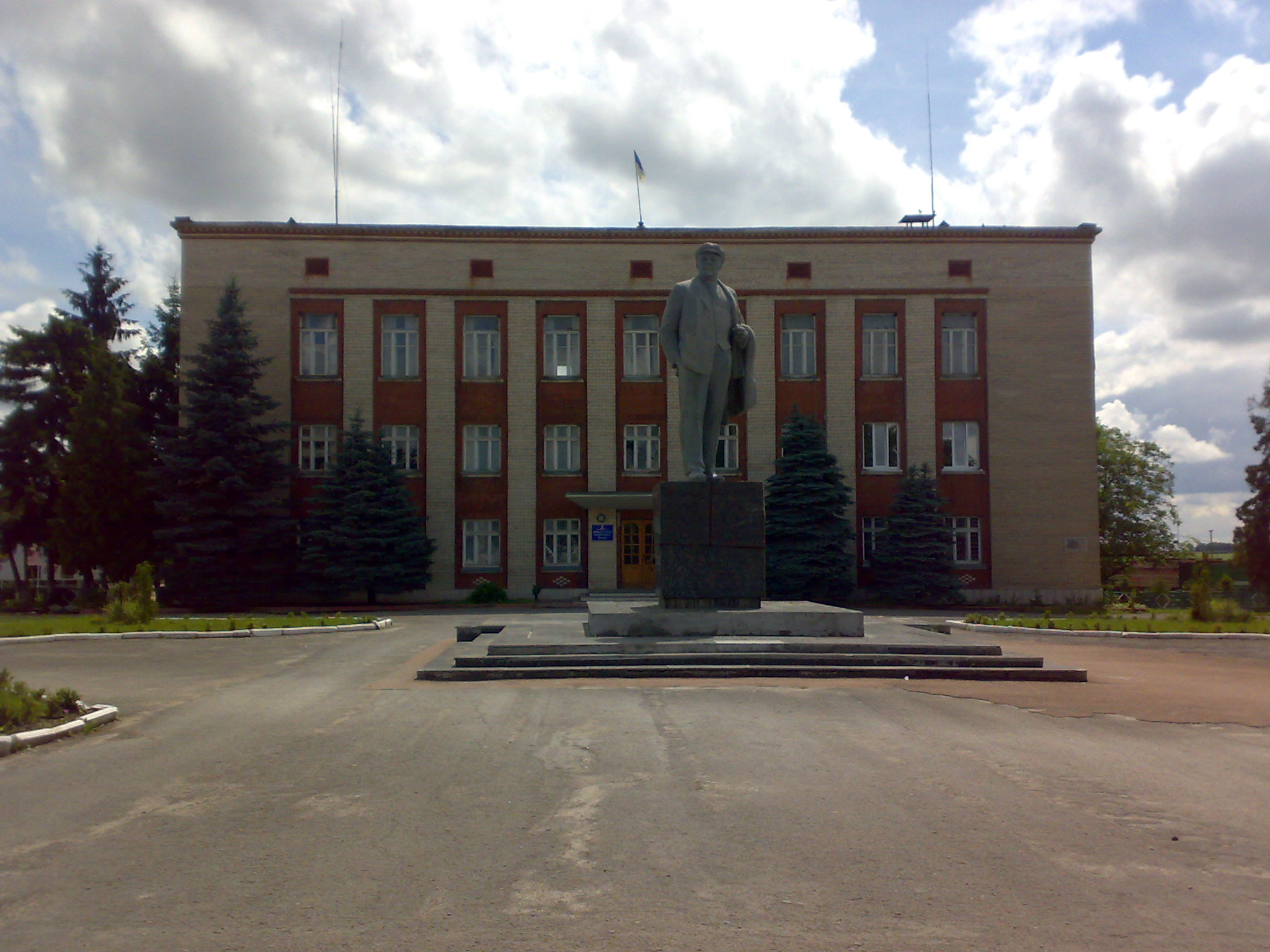
Дунаєвецька районна державна адміністрація

Дунаєве́цький райо́н — колишній район у Хмельницькій області. Центр — місто Дунаївці. У районі 1 міська об'єднана територіальна громада, 1 селищна об'єднана територіальна громада, 1 сільська об'єднана територіальна громада, 1 селищна і 4 сільських ради; 1 місто, 2 селища міського типу та 83 села.
Дунаєвецький район є складовою частиною Поділля. Це один із 20 районів Хмельницької області. За площею території (1,182 тис. км² або 5,7 % від площі області) Дунаєвецький район належить до великих районів і посідає серед них 7 місце.

## Географічне розташування
Дунаєвецький район знаходиться на півдні Хмельницької області. Його територія розташована між 48°44` і 49°05` північної широти і між 23°30` і 27°13` східної довготи. Крайніми точками району є:
- на півночі — село Удріївці;
- на півдні — село Чимбарівка;
- на сході — село Миньківці;
- на заході — селище Смотрич.

Протяжність району з півночі на південь — 40 км, із заходу на схід — 47 км. Географічний центр району майже збігається із розташуванням міста Дунаївці, що є вигідним чинником соціально-економічного розвитку території.
Дунаєвецький район розташований на Подільській височині в зоні лісостепу. Рельєф, ґрунтові та агрокліматичні умови території сприятливі для господарського освоєння, що зумовило давнє заселення її і видозміну ландшафтів внаслідок активного антропогенного впливу.
Дунаєвеччина межував:
- на півночі — із Ярмолинецьким
- на північному сході — із Віньковецьким
- на сході — з Новоушицьким
- на півдні — з Кам'янець-Подільським
- на заході — з Чемеровецьким
- на північному заході — з Городоцьким районами.

Всі вони мають здебільшого агропромисловий розвиток без значного промислового і паливно-ресурсного потенціалу, тому важливе значення має його положення на транспортному шляху, що зв'язує Київ, Житомир, Вінницю, Хмельницький із Кам'янець-Подільським, Чернівцями, Бєльцями та Кишиневом. Таким магістральним шляхом є автодорога Житомир — Чернівці. Територію району перетинає газопровід «Союз», залізниця Хмельницький — Ларга — Чернівці.

## Історія
В різні часи територія сучасної Дунаєвеччини входила до складу різних держав. У ХІ ст. ця територія (відома з ХІІ ст. як Пониззя) входила до Теребовлянського князівства, а із 1141 року — до Галицького. В 1199 році вона увійшла до Галицько-Волинського князівства. У 1362 році Поділля потрапило під владу Великого князівства Литовського і було до середини XV ст. автономним князівством. Після захоплення у 1430–1433 роках Польщею на теренах Поділля було утворено Подільське воєводство і сучасна територія Дунаєвеччини входила до Кам'янецького повіту цього воєводства.
Після другого розподілу Речі Посполитої 1793 року, коли Поділля увійшло до Російської імперії, тут створюється Подільське намісництво, а із 1797 року — Подільська губернія. Більша частина волостей, що була на території Дунаєвеччини (а саме — Дунаєвецька, Лисецька, Миньковецька, Мукарівська, Тиннянська) входили до Ушицького повіту, а Смотрицька та Маківська — до Кам'янець-Подільського. Такий поділ існував аж до 1923 року.
У 1923 році був утворений Дунаєвецький район. На той час його площа становила 352 км², мешкало близько 30 тис. осіб, входило 69 населених пунктів, що підпорядковувалися 19 сільським радам. Решта населених пунктів сучасного Дунаєвецького району входило до Миньковецького, Смотрицького та Солобковецького районів.
Із 1925 року Дунаєвецький район входив до Кам'янець-Подільського округу, а із 9 лютого 1932 року — до Вінницької області. 22 вересня 1937 року була утворена Кам'янець-Подільська область (із 1954 року — Хмельницька), до якої увійшли 37 західних районів Вінницької області, в тому числі і Дунаєвецький район. Площа та межі району неодноразово змінювались. Так у 1959 році до його складу увійшла західна частина Миньковецького та південна частина Солобковецького районів, а у 1962 році — ще й і східна частина Смотрицького районів. І лише у середині 60-х років ХХ ст. Дунаєвецький район був утворений у сучасних межах. 05.02.1965 Указом Президії Верховної Ради Української РСР передано сільради
Дунаєвецького району: Великокарабчіївську — до складу Городоцького району, Проскурівську — до складу Ярмолинецького району.
У 2020 році в результаті проведення адміністративно-територіальної реформи в Україні район об'єднано з Новоушицьким, Чемеровецьким та Кам'янець-Подільським (1923—2020) районами у складі оновленого Кам'янець-Подільського району. З цього часу Дунаєвецький район перестав існувати як адміністративно-територіальна одиниця.

## Адміністративно-територіальний поділ
До адміністративної реформи 2015 року Дунаєвецький район поділявся на 46 місцевих рад, в тому числі 1 міську раду — Дунаєвецьку, 2 селищні ради — Дунаєвецьку та Смотрицьку та 43 сільські ради, яким було підпорядковано 86 населених пунктів, в тому числі одне місто Дунаївці, 2 селища міського типу — Дунаївці та Смотрич, 83 сільські населені пункти.
13 серпня 2015 року Рішенням Хмельницької обласної ради у районі утворено 3 об'єднані територіальні громади — Дунаєвецька міська громада, Дунаєвецька селищна ОТГ та Маківська сільська громада.
З 13 серпня 2015 року до складу району входить 3 об'єднані громади, Смотрицька селищна рада та Балинська, Лисогірська, Рудківська, Старогутська сільські ради.

### Населені пункти

#### Місто
| Назва    | Кількість мешканців | Міська рада             |
| Дунаївці | 16 448              | Дунаєвецька міська рада |

#### Селища міського типу
| Назва    | Кількість мешканців | Селищна рада             |
| Дунаївці | 2758                | Дунаєвецька селищна рада |
| Смотрич  | 2102                | Смотрицька селищна рада  |

#### Села
| №  | Назва                  | Кількість мешканців | Сільська (міська) рада            |
| 1  | Антонівка              | 123                 | Держанівська сільська рада        |
| 2  | Балин                  | 2270                | Балинська сільська рада           |
| 3  | Балинівка              | 596                 | Балинська сільська рада           |
| 4  | Блищанівка             | 512                 | Михайлівська сільська рада        |
| 5  | Варварівка             | 113                 | Підлісномукарівська сільська рада |
| 6  | Велика Кужелева        | 785                 | Великокужелівська сільська рада   |
| 7  | Велика Побійна         | 1149                | Великопобіянська сільська рада    |
| 8  | Великий Жванчик        | 1584                | Великожванчицька сільська рада    |
| 9  | Вихрівка               | 510                 | Вихрівська сільська рада          |
| 10 | Воробіївка             | 837                 | Воробіївська сільська рада        |
| 11 | Гамарня                | 5                   | Морозівська сільська рада         |
| 12 | Ганнівка               | 702                 | Ганнівська сільська рада          |
| 13 | Гірчична               | 733                 | Гірчичнянська сільська рада       |
| 14 | Голозубинці            | 1066                | Голозубинецька сільська рада      |
| 15 | Городиська             | 186                 | Миньковецька сільська рада        |
| 16 | Гута-Блищанівська      | 34                  | Гуто-Яцьковецька сільська рада    |
| 17 | Гута-Морозівська       | 258                 | Морозівська сільська рада         |
| 18 | Гута-Яцьковецька       | 379                 | Гуто-Яцьковецька сільська рада    |
| 19 | Дем'янківці            | 521                 | Дем'янковецька сільська рада      |
| 20 | Держанівка             | 412                 | Держанівська сільська рада        |
| 21 | Дубинка                | 155                 | Рахнівська сільська рада          |
| 22 | Заголосна              | 66                  | Малопобіянська сільська рада      |
| 23 | Залісці                | 1337                | Залісцівська сільська рада        |
| 24 | Заставля               | 756                 | Чаньківська сільська рада         |
| 25 | Зеленче                | 1378                | Зеленченська сільська рада        |
| 26 | Іванківці              | 755                 | Іванковецька сільська рада        |
| 27 | Катеринівка            | 201                 | Миньковецька сільська рада        |
| 28 | Кривчик                | 609                 | Рахнівська сільська рада          |
| 29 | Криничани              | 291                 | Смотрицька селищна рада           |
| 30 | Ксаверівка             | 146                 | Гуто-Яцьковецька сільська рада    |
| 31 | Лисець                 | 1021                | Лисецька сільська рада            |
| 32 | Лисогірка              | 519                 | Лисогірська сільська рада         |
| 33 | Ліпини                 | 112                 | Великожванчицька сільська рада    |
| 34 | Лошківці               | 1080                | Лошковецька сільська рада         |
| 35 | Маків                  | 3250                | Маківська сільська рада           |
| 36 | Мала Кужелівка         | 285                 | Малокужелівська сільська рада     |
| 37 | Мала Побіянка          | 549                 | Малопобіянська сільська рада      |
| 38 | Малий Жванчик          | 149                 | Великожванчицька сільська рада    |
| 39 | Малий Карабчіїв        | 503                 | Малокарабчіївська сільська рада   |
| 40 | Маліївці               | 727                 | Малієвецька сільська рада         |
| 41 | Миньківці              | 1092                | Миньковецька сільська рада        |
| 42 | Михайлівка             | 506                 | Михайлівська сільська рада        |
| 43 | Михівка                | 416                 | Смотрицька селищна рада           |
| 44 | Міцівці                | 1501                | Міцовецька сільська рада          |
| 45 | Млаки                  | 107                 | Гуто-Яцьковецька сільська рада    |
| 46 | Морозів                | 764                 | Морозівська сільська рада         |
| 47 | Мушкутинці             | 910                 | Дунаєвецька міська рада           |
| 48 | Нестерівці             | 1473                | Нестеровецька сільська рада       |
| 49 | Панасівка              | 383                 | Січинецька сільська рада          |
| 50 | Підлісний Мукарів      | 927                 | Підлісномукарівська сільська рада |
| 51 | Пільний Мукарів        | 420                 | Вихрівська сільська рада          |
| 52 | Притулівка             | 206                 | Малопобіянська сільська рада      |
| 53 | Рахнівка               | 843                 | Рахнівська сільська рада          |
| 54 | Рачинці                | 772                 | Рачинецька сільська рада          |
| 55 | Ріпинці                | 77                  | Смотрицька селищна рада           |
| 56 | Руда-Гірчичнянська     | 173                 | Малокужелівська сільська рада     |
| 57 | Рудка                  | 859                 | Рудська сільська рада             |
| 58 | Сивороги               | 465                 | Сиворогівська сільська рада       |
| 59 | Синяківці              | 314                 | Малокужелівська сільська рада     |
| 60 | Січинці                | 937                 | Січинецька сільська рада          |
| 61 | Слобідка-Балинська     | 413                 | Чечельницька сільська рада        |
| 62 | Слобідка-Гірчичнянська | 138                 | Іванковецька сільська рада        |
| 63 | Слобідка-Залісецька    | 121                 | Маківська сільська рада           |
| 64 | Слобідка-Малієвецька   | 250                 | Малієвецька сільська рада         |
| 65 | Слобідка-Рахнівська    | 593                 | Маківська сільська рада           |
| 66 | Сокілець               | 676                 | Сокілецька сільська рада          |
| 67 | Соснівка               | 167                 | Сиворогівська сільська рада       |
| 68 | Сприсівка              | 276                 | Малієвецька сільська рада         |
| 69 | Ставище                | 659                 | Ставищенська сільська рада        |
| 70 | Стара Гута             | 1024                | Старогутянська сільська рада      |
| 71 | Степок                 | 137                 | Чаньківська сільська рада         |
| 72 | Тернова                | 709                 | Тернівська сільська рада          |
| 73 | Тинна                  | 775                 | Тиннянська сільська рада          |
| 74 | Томашівка              | 1259                | Томашівська сільська рада         |
| 75 | Трибухівка             | 81                  | Великожванчицька сільська рада    |
| 76 | Удріївці               | 532                 | Удріївська сільська рада          |
| 77 | Харитонівка            | 83                  | Тернівська сільська рада          |
| 78 | Чаньків                | 1241                | Чаньківська сільська рада         |
| 79 | Чечельник              | 790                 | Чечельницька сільська рада        |
| 80 | Чимбарівка             | 140                 | Великожванчицька сільська рада    |
| 81 | Шатава                 | 1611                | Маківська сільська рада           |
| 82 | Ярова Слобідка         | 296                 | Малокужелівська сільська рада     |
| 83 | Яцьківці               | 239                 | Гуто-Яцьковецька сільська рада    |

## Кліматичні ресурси
Кліматичні ресурси сприятливі для вирощування сільськогосподарських культур лісостепової зони, зокрема озимої та ярої пшениці, ячменю, жита, вівса, кукурудзи, проса, цукрових буряків, картоплі, кормових коренеплодів, однорічних і багаторічних трав, плодових дерев, овочів.
Так як район розташований на півдні області — у Придністров'ї, то ця територія придатна для вирощування теплолюбних культур (виноград, абрикоси, персики тощо).
Клімат на території району має важливе значення для відпочинку людей, найсприятливіші для цього є заліснені ділянки. Вони мають невеликі добові коливання температур повітря. Влітку тут прозоре повітря, насичене фітонцидами, без пилу. Взимку на цих територіях є значна частина снігового покриву, невелика швидкість вітру, що сприяє організації зимових видів відпочинку — лижного спорту, туризму.
Для літнього відпочинку найкращі кліматичні умови на берегах Смотрича, Мукші, Тернавки, Студениці, Ушиці та їх притоки. В теплий період тут достатньо високі температури повітря, довгий купальний сезон (понад 90 днів), добра природна вентиляція території. Однак взимку тут буває багато днів з туманами, сильними вітрами.
На даний час інфраструктура туризму в районі слабко розвинена.
На території району є сприятливі умови для будівництва вітроенергетичних споруд, які можуть бути важливими виробниками екологічно чистої енергії в майбутньому.

## Водні ресурси
Частка водних ресурсів у природно-ресурсному потенціалі району становить 10,8 %. Водні ресурси складаються із поверхневих та підземних вод.
Дунаєвецький район має значні запаси прісних вод. Норма споживання води для людей на добу (близько 250 літрів) задовольняється у міських поселеннях району. Найбільшими водоспоживачами є сільське господарство, а також харчова промисловість, комунальне господарство.
До поверхневих вод відносяться усі річки та їх притоки — Смотрич, Мукша, Тернава, Тернавка, Студениця, Ушиця. У районі є 84 ставки, площа водного дзеркала становить 371 га. Після реконструкції Миньковецької ГЕС утворилося водосховище на річці Ушиця, яке розташоване також і у Новоушицькому районі.
На території Дунаєвецького району трапляються джерела мінеральних вод. Зустрічаються вони в Маліївцях, Миньківцях, Малій Кужелівці, Лисогірці, Михайлівці, Голозубинцях, Великому Жванчику. Однак усі вони недостатньо розвідані та досліджені. Розвідане та досліджене Маківське джерело мінеральних вод типу «Нафтуся». На базі цього джерела функціонує маківський санаторій «Україна» у селі Маків.

## Природно-заповідний фонд

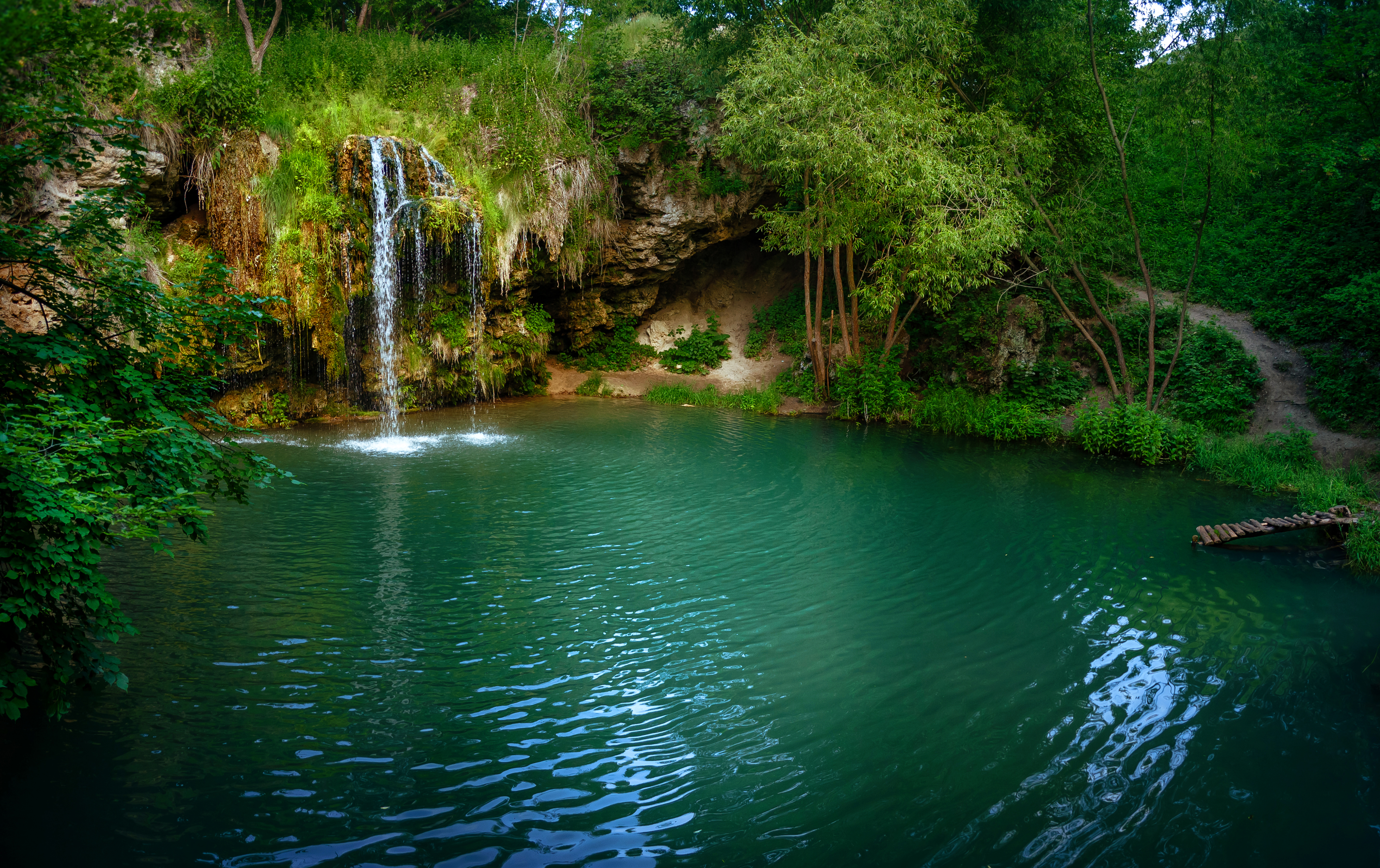
Водоспад Бурбун, що у Бобровицькому заказнику

Найефективнішим і дієвим засобом збереження еталонів незайманої природи, які становлять велику наукову, пізнавальну, культурну, естетичну і народногосподарську цінність є заповідники. Природно-заповідний фонд Дунаєвецького району нараховує 23 об'єкти і території, які займають площу 1559,04 га (1,3 % від загальної площі району).
Формування природно-заповідного фонду району було розпочато 1960 року, коли Постановою Ради Міністрів Української РСР від 29.01.60 р за № 105 було заповідано Голозубинецький та Малієвецький старовинні парки, а 1969 року — і Михайлівського парку. Постановою колегії Державного комітету природи від 26.07.72 р. їм знову було підтверджено категорію пам'яток садово-паркового мистецтва республіканського значення.
З 1970 по 1980 рік було заповідано заказник «Зарудка зелена», дев'ять пам'яток природи — берека, граб з корою дуба (урочище «Ковтун»), чотири дуби звичайних (Малієвецьке та Дунаєвецьке лісництва), «Рахновецька дача», «Морозівська дача», «Ступинці» та дві пам'ятки садово-паркового мистецтва — Миньковецький дендропарк та Маківський старовинний парк.
Алея горіха грецького (волоського) («Козацька долина»), «Розріз калюських горизонтів з первинними фосфоритами», «Розріз нагорнянської свити верхнього докембрію» (поблизу с. Миньківці), «Соколецький розріз калинівської серії верхнього докембрію», заказник «Бобровицький» було заповідано 1982 року.
Найбільша заповідна територія — чотири заказники «Рахнівецький», «Прибуківський», «Залісецький» та «Чорний ліс» увійшли до природно-заповідного фонду району 1990 року.
До об'єктів природно-заповідного фонду також відноситься «Гора Сокіл», що знаходиться на території Смотрицької селищної ради. За інформацією щодо інвентаризації земель на території Дунаєвецького району (станом на 04.01.2013) площа об'єкту становить 42,9 га.
Решта природних об'єктів та територій було заповідано в останні 10 років.
За категоріями природно-заповідний фонд району класифікується так :
- державного значення — Голозубинецький, Малієвецький, Михайлівський стародавні парки і заказник «Зарудка зелена», що становить 19,1 % всієї заповідної території району;
- решта заповідної території — місцевого значення — 5 заказників, 2 парки і 12 пам'яток природи.

## Транспортна інфраструктура
Головні транспортні магістралі району:
- шляхи державного значення: Житомир—Чернівці—Тереблече.
- територіального значення: Гуків—Дунаївці—Могилів-Подільський (Автошлях Т 2308); Ярмолинці—Кам'янець-Подільський.

## Фінансово-кредитна система
Фінансово-кредитну систему району представляють 7 банківських установ:
- Дунаєвецьке відділення «ПриватБанку» — м. Дунаївці. Працює ще три відділення в м. Дунаївці.
- Безбалансове відділення № 6 філії «Хмельницького центрального відділення Промінвестбанку» — м. Дунаївці.
- Дунаєвецьке відділення Кам'янець-Подільської філії «Укрсоцбанку» — м. Дунаївці.
- Дунаєвецька філія АКБ «Надра» — м. Дунаївці.
- Дунаєвецька філія АБ «Укоопспілка» — м. Дунаївці.
- Дунаєвецька філія АППБ «Аваль» — м. Дунаївці.
- Дунаєвецьке відділення «Ощадбанку» № 3205 — м. Дунаївці. Відділення «Ощадбанку» розміщені в селах Миньківці, Балин, Маків, Чаньків, смт. Дунаївці, смт. Смотрич.

## Населення
Розподіл населення за віком та статтю (2001):
| Стать | Всього | До 15 років | 15-24 | 25-44 | 45-64  | 65-85 | Понад 85 |
| --- | ------ | ----------- | ----- | ----- | ------ | ----- | -------- |
| Чоловіки | 33 042 | 6349        | 4218  | 9680  | 8238   | 4356  | 201      |
| Жінки | 40 172 | 6247        | 4116  | 9548  | 10 499 | 8846  | 916      |
| \| Статево-вікова піраміда \| Статево-вікова піраміда \| Статево-вікова піраміда \| \| ----------------------- \| ----------------------- \| ----------------------- \| \| Чоловіки \| Вік \| Жінки \| \| 201 \| 85 + \| 916 \| \| 315 \| 80-84 \| 1144 \| \| 936 \| 75-79 \| 2286 \| \| 1516 \| 70-74 \| 3023 \| \| 1589 \| 65-69 \| 2393 \| \| 2289 \| 60-64 \| 3368 \| \| 1514 \| 55-59 \| 2145 \| \| 2200 \| 50-54 \| 2553 \| \| 2235 \| 45-49 \| 2433 \| \| 2535 \| 40-44 \| 2570 \| \| 2384 \| 35-39 \| 2322 \| \| 2364 \| 30-34 \| 2234 \| \| 2397 \| 25-29 \| 2422 \| \| 2062 \| 20-24 \| 2136 \| \| 2156 \| 15-20 \| 1980 \| \| 2467 \| 10-14 \| 2488 \| \| 2146 \| 5-9 \| 2097 \| \| 1736 \| 0-4 \| 1662 \| |        |             |       |       |        |       |          |
| Статево-вікова піраміда |        |             |       |       |        |       |          |
| Чоловіки | Вік    | Жінки       |       |       |        |       |          |
| 201 | 85 +   | 916         |       |       |        |       |          |
| 315 | 80-84  | 1144        |       |       |        |       |          |
| 936 | 75-79  | 2286        |       |       |        |       |          |
| 1516 | 70-74  | 3023        |       |       |        |       |          |
| 1589 | 65-69  | 2393        |       |       |        |       |          |
| 2289 | 60-64  | 3368        |       |       |        |       |          |
| 1514 | 55-59  | 2145        |       |       |        |       |          |
| 2200 | 50-54  | 2553        |       |       |        |       |          |
| 2235 | 45-49  | 2433        |       |       |        |       |          |
| 2535 | 40-44  | 2570        |       |       |        |       |          |
| 2384 | 35-39  | 2322        |       |       |        |       |          |
| 2364 | 30-34  | 2234        |       |       |        |       |          |
| 2397 | 25-29  | 2422        |       |       |        |       |          |
| 2062 | 20-24  | 2136        |       |       |        |       |          |
| 2156 | 15-20  | 1980        |       |       |        |       |          |
| 2467 | 10-14  | 2488        |       |       |        |       |          |
| 2146 | 5-9    | 2097        |       |       |        |       |          |
| 1736 | 0-4    | 1662        |       |       |        |       |          |

Національний склад населення за даними перепису 2001 року:
| Національність | Кількість осіб | Відсоток |
| -------------- | -------------- | -------- |
| українці       | 71948          | 98,19 %  |
| росіяни        | 934            | 1,27 %   |
| білоруси       | 60             | 0,08 %   |
| молдовани      | 58             | 0,08 %   |
| поляки         | 57             | 0,08 %   |
| інші           | 219            | 0,30 %   |

Мовний склад населення за даними перепису 2001 року:
| Мова       | Кількість осіб | Відсоток |
| ---------- | -------------- | -------- |
| українська | 72127          | 98,43 %  |
| російська  | 940            | 1,28 %   |
| молдовська | 38             | 0,05 %   |
| вірменська | 35             | 0,05 %   |
| білоруська | 23             | 0,03 %   |
| інші       | 113            | 0,15 %   |

## Персоналії

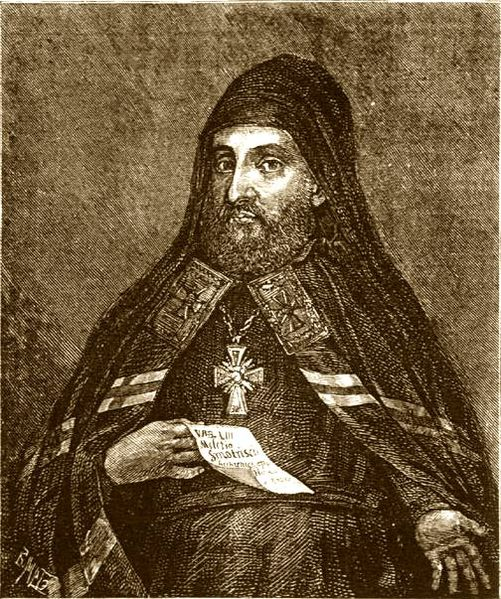
Мелетій Смотрицький

Див. також: Персоналії м. Дунаївці
- Мелетій Смотрицький (світське ім'я — Максим Герасимович; 1577 — 27 грудня 1633) — письменник, церковний і освітній діяч Речі Посполитої, український мовознавець, праці якого вплинули на розвиток східнослов'янських мов. Хоча достеменно не відомо де саме народився Мелетій Смотрицький, згідно з однією версій вважається, що він народився в містечку Смотрич, тепер смт Дунаєвецького району.
- Гай-Нижник Павло Павлович (*28 травня 1971, м. Дунаївці) — український історик, поет, доктор історичних наук, академік Української академії наук, старший науковий співробітник Інституту політичних і етнонаціональних досліджень ім. І. Ф. Кураса Національної академії наук України, завідувач відділу історичних студій Науково-дослідного інституту українознавства МОН України.
- Вінський Йосип Вікентійович (*2 січня 1956, с. Лошківці Дунаєвецького району) — український політик, міністр транспорту та зв'язку в другому уряді Юлії Тимошенко.
- Болбочан Петро Федорович (*5 жовтня 1883 — †28 червня 1919) — український військовий діяч, полковник Армії УНР. Був розстріляний 1919 року на станції Балин Дунаєвецького району. В цьому ж селі Балин було встановлено в 2005 році на його честь пам'ятний знак.
- Болюх Роман Іванович (*9 березня 1930, Мотрунки) — поет-байкар. Перші його збірки були надруковані саме під час його тривалого проживання в с. Зеленче Дунаєвецького району.
- Сварник Іван Іванович (* 1 червня 1921, с. Лисогірка, тепер Дунаєвецького району — † 14 лютого 1989, Львів) — український письменник;
- Бабляк Віталій Петрович (* 21 серпня 1951 с. Миньківці) — український журналіст, краєзнавець. Член Національної спілки журналістів України (1986).
- Яновський Феофіл Гаврилович (1860 село Миньківці — † 1928) — видатний лікар-терапевт, дійсний член АН УРСР (з 1927).
- Бабляк Володимир Самійлович (* 5 квітня (18 квітня за новим стилем) 1916, село Великий Жванчик нині Дунаєвецького району — † 20 листопада 1970) — український письменник, журналіст. Член Спілки письменників України (1960).
- Гавінчук Григорій Данилович (* 26 березня 1908 село Сивороги) — краєзнавець, дослідник історії Миньковеччини.
- Кушнір Веніамін Володимирович (* 7 січня 1926, Рудка — † 1992) — український художник, викладач, громадський діяч правозахисного руху.
- Осецький Олександр Йосипович (*29 травня 1949, село Держанівка) — доктор геологічних наук (м. Санкт-Петенрбург, Росія)
- Телячий Юрій Васильович (15 червня 1970, село Лисець — † 16 січня 2025) — доктор історичних наук, професор, голова Хмельницької обласної організації Національної спілки краєзнавців України, Почесний краєзнавець України, президент Хмельницького кооперативного торговельно-економічного інституту, волонтер.
- Прокопчук Віктор Степанович (20 липня 1944, село Блищанівка) — доктор історичних наук, професор, Заслужений працівник освіти України, академік Української академії історичних наук
- Кобіта Володимир Іванович — завідувач відділення Дунаєвецької центральної районної лікарні, заслужений лікар України[9].

## Пам'ятки
Згідно з даними управління культури, туризму і курортів Хмельницької облдержадміністрації в районі перебуває 90 пам'яток історії, з яких 87 увічнюють пам'ять червоноармійців у німецько-радянській війні.
У Дунаєвецькому районі Хмельницької області згідно з даними управління культури, туризму і курортів Хмельницької облдержадміністрації перебуває 3 пам'ятки архітектури.

## Політика
25 травня 2014 року відбулися Президентські вибори України. У межах Дунаєвецького району було створено 75 виборчих дільниць. Явка на виборах складала — 69,82 % (проголосували 34 916 із 50 012 виборців). Найбільшу кількість голосів отримав Петро Порошенко — 56,91 % (19 871 виборців); Юлія Тимошенко — 16,81 % (5 871 виборців), Олег Ляшко — 13,59 % (4 744 виборців), Анатолій Гриценко — 2,58 % (900 виборців). Решта кандидатів набрали меншу кількість голосів. Кількість недійсних або зіпсованих бюлетенів — 1,07 %.